# Bahita sinopia
Bahita sinopia är en insektsart som beskrevs av Keti Maria Rocha Zanol 1999. Bahita sinopia ingår i släktet Bahita och familjen dvärgstritar. Inga underarter finns listade i Catalogue of Life.